# Liga Campionilor EHF Feminin 2016-2017 - fazele eliminatorii
Acest articol descrie fazele eliminatorii ale Ligii Campionilor EHF Feminin 2016-2017.

## Echipele calificate
Echipele clasate pe primele patru locuri din fiecare grupă principală au avansat în fazele eliminatorii.
| Grupa | Locul 1           | Locul 2         | Locul 3       | Locul 4        |
| ----- | ----------------- | --------------- | ------------- | -------------- |
| 1     | ŽRK Vardar        | Ferencvárosi TC | ŽRK Budućnost | Metz Handball  |
| 2     | Győri Audi ETO KC | Larvik HK       | CSM București | FC Midtjylland |

## Format
În sferturile de finală, echipele clasate pe primul loc în fiecare grupă principală au jucat împotriva echipelor de pe locul patru din cealaltă grupă principală, iar echipele clasate pe al doilea loc au jucat împotriva celor clasate pe locul al treilea. Câștigătoarele sferturilor de finală au avansat în Final four, iar o tragere la sorți a stabilit felul cum au fost distribuite echipele în semifinale.

## Sferturile de finală
Meciurile s-au jucat pe 7–9 aprilie (turul) și 15 aprilie 2016 (returul). Cele patru echipe câștigătoare au avansat în Final Four.

### Partidele
| Echipa 1       | Scor gen. | Echipa 2          | Tur   | Retur |
| -------------- | --------- | ----------------- | ----- | ----- |
| FC Midtjylland | 50–54     | ŽRK Vardar        | 26–28 | 24–26 |
| Metz Handball  | 54-59     | Győri Audi ETO KC | 32–31 | 22-28 |
| CSM București  | 57–51     | Ferencvárosi TC   | 30–25 | 27–26 |
| ŽRK Budućnost  | 66–47     | Larvik HK         | 31–16 | 35–30 |

### Tur
| 7 aprilie 2017 20:00 | CSM București | 30 - 25 | Ferencvárosi TC | Sala Polivalentă, București Asistență: 4.548 Arbitri: Brehmer, Skowronek |
| 7 aprilie 2017 20:00 | Gulldén 10    | (17-15) | Kovacsics 11    | Sala Polivalentă, București Asistență: 4.548 Arbitri: Brehmer, Skowronek |
| 7 aprilie 2017 20:00 | 1× 3×         | Cronica | 3×              | Sala Polivalentă, București Asistență: 4.548 Arbitri: Brehmer, Skowronek |

| 9 aprilie 2017 18:00 | FC Midtjylland | 26 - 28 | ŽRK Vardar | Ikast-Brande Arena, Ikast Asistență: 1.982 Arbitri: Horváth, Marton |
| 9 aprilie 2017 18:00 | Jensen 5       | (12-18) | Penezić 7  | Ikast-Brande Arena, Ikast Asistență: 1.982 Arbitri: Horváth, Marton |
| 9 aprilie 2017 18:00 | 6× 3×          | Cronica | 7× 2×      | Ikast-Brande Arena, Ikast Asistență: 1.982 Arbitri: Horváth, Marton |

| 9 aprilie 2017 18:00 | Metz Handball | 32 - 31 | Győri Audi ETO KC | Arènes de Metz, Metz Asistență: 5.000 Arbitri: Pandžić, Mošorinski |
| 9 aprilie 2017 18:00 | Gros 10       | (16-16) | Mørk 10           | Arènes de Metz, Metz Asistență: 5.000 Arbitri: Pandžić, Mošorinski |
| 9 aprilie 2017 18:00 | 5× 3×         | Cronica | 2× 3×             | Arènes de Metz, Metz Asistență: 5.000 Arbitri: Pandžić, Mošorinski |

| 9 aprilie 2017 20:00 | ŽRK Budućnost | 31 - 17 | Larvik HK | Centrul Sportiv Morača, Podgorica Asistență: 4.500 Arbitri: Brunovský, Čanda |
| 9 aprilie 2017 20:00 | Neagu 10      | (14-9)  | Stange 8  | Centrul Sportiv Morača, Podgorica Asistență: 4.500 Arbitri: Brunovský, Čanda |
| 9 aprilie 2017 20:00 | 4× 3×         | Cronica | 2× 3×     | Centrul Sportiv Morača, Podgorica Asistență: 4.500 Arbitri: Brunovský, Čanda |

### Retur
| 15 aprilie 2017 17:45 | Ferencvárosi TC | 26 - 27 | CSM București | SYMA, Budapesta Asistență: 4.000 Arbitri: Arntsen, Røen |
| 15 aprilie 2017 17:45 | Jovanović 6     | (15-14) | Martín 5      | SYMA, Budapesta Asistență: 4.000 Arbitri: Arntsen, Røen |
| 15 aprilie 2017 17:45 | 3×              | Cronica | 2× 3×         | SYMA, Budapesta Asistență: 4.000 Arbitri: Arntsen, Røen |

| 15 aprilie 2017 18:00 | Larvik HK          | 30 - 35 | ŽRK Budućnost | Boligmappa Arena Larvik, Larvik Asistență: 1.078 Arbitri: Caçador, Nicolau |
| 15 aprilie 2017 18:00 | Riegelhuth Koren 8 | (15-16) | Neagu 9       | Boligmappa Arena Larvik, Larvik Asistență: 1.078 Arbitri: Caçador, Nicolau |
| 15 aprilie 2017 18:00 | 1× 2×              | Cronica | 6× 3×         | Boligmappa Arena Larvik, Larvik Asistență: 1.078 Arbitri: Caçador, Nicolau |

| 15 aprilie 2017 18:30 | ŽRK Vardar       | 26 - 24 | FC Midtjylland | Jane Sandanski Arena, Skopje Asistență: 3.000 Arbitri: Mandák, Rudinský |
| 15 aprilie 2017 18:30 | Čović, Penezić 6 | (11-12) | Jørgensen 6    | Jane Sandanski Arena, Skopje Asistență: 3.000 Arbitri: Mandák, Rudinský |
| 15 aprilie 2017 18:30 | 1× 3×            | Cronica | 2×             | Jane Sandanski Arena, Skopje Asistență: 3.000 Arbitri: Mandák, Rudinský |

| 15 aprilie 2017 20:00 | Győri Audi ETO KC | 28 - 22 | Metz Handball     | Audi Aréna, Győr Asistență: 5.000 Arbitri: Florescu, Stoia |
| 15 aprilie 2017 20:00 | Amorim Taleska 7  | (17-12) | patru jucătoare 4 | Audi Aréna, Győr Asistență: 5.000 Arbitri: Florescu, Stoia |
| 15 aprilie 2017 20:00 | 2×                | Cronica | 4× 3×             | Audi Aréna, Győr Asistență: 5.000 Arbitri: Florescu, Stoia |

## Final four

### Echipe calificate
Cele patru echipe calificate sunt:
- CSM București
- ŽRK Budućnost
- ŽRK Vardar
- Győri Audi ETO KC

### Final four
Formatul final cu patru echipe (Final four) este găzduit de Sala Sporturilor László Papp din Budapesta, Ungaria, pe 6 și 7 mai 2017. Orele de desfășurare a competiției au fost anunțate pe 29 martie 2017. Programul oficial a fost anunțat pe 28 aprilie 2017.
Tragerea la sorți pentru distribuția în cele două semifinale a avut loc pe 18 aprilie 2017, la Budapesta, de la ora locală 13:00, și a fost transmisă în direct pe canalul ehfTV, pe canalul YouTube al ehfTV și pe pagina de Facebook a Ligii Campionilor EHF. La tragerea la sorți au participat și patru handbaliste, câte una de la fiecare echipă calificată în Final4: Line Jørgensen (CSM București), Tamara Mavsar (ŽRK Vardar), Anita Görbicz (Győri Audi ETO KC) și Katarina Bulatović (ŽRK Budućnost).
Rezultatul tragerii la sorți a fost identic cu cel din sezonul trecut: CSM București va întâlni în semifinale ŽRK Vardar, iar Győri Audi ETO KC va întâlni ŽRK Budućnost Podgorica.
|  | Semifinalele Sala László Papp, Budapesta | Semifinalele Sala László Papp, Budapesta |    |                   | Finala Sala László Papp, Budapesta      | Finala Sala László Papp, Budapesta |  |
|  |                                          |                                          |    |                   |                                         |                                    |  |
|  | 6 mai (16:15 EET)                        |                                          |    |                   |                                         |                                    |  |
|  | ŽRK Budućnost                            | 20                                       |    |                   |                                         |                                    |  |
|  | Győri ETO KC                             | 26                                       |    |                   |                                         |                                    |  |
|  |                                          |                                          |    |                   |                                         |                                    |  |
|  |                                          |                                          |    |                   | 7 mai (18:45 EET)                       |                                    |  |
|  |                                          |                                          |    |                   | Győri ETO KC                            | 31                                 |  |
|  |                                          | ŽRK Vardar                               | 30 |                   |                                         |                                    |  |
|  |                                          |                                          |    |                   |                                         |                                    |  |
|  |                                          |                                          |    |                   |                                         |                                    |  |
|  |                                          |                                          |    |                   | Finala mică Sala László Papp, Budapesta |                                    |  |
|  | 6 mai (18:45 EET)                        | 6 mai (18:45 EET)                        |    | 7 mai (16:15 EET) | 7 mai (16:15 EET)                       |                                    |  |
|  | CSM București                            | 33                                       |    | ŽRK Budućnost     | 20                                      |                                    |  |
|  | ŽRK Vardar                               | 38                                       |    |                   | CSM București                           | 26                                 |  |

### Semifinalele
| 6 mai 2017 16:15 | ŽRK Budućnost | 20 - 26 | Győri Audi ETO KC | Sala Sporturilor László Papp, Budapesta Asistență: 12.000 Arbitri: Năstase, Stancu |
| 6 mai 2017 16:15 | Neagu 7       | (9-12)  | Görbicz 9         | Sala Sporturilor László Papp, Budapesta Asistență: 12.000 Arbitri: Năstase, Stancu |
| 6 mai 2017 16:15 | 2×            | Cronica | 5× 4× 1×          | Sala Sporturilor László Papp, Budapesta Asistență: 12.000 Arbitri: Năstase, Stancu |

| 6 mai 2017 18:45 | CSM București | 33 - 38 | ŽRK Vardar           | Sala Sporturilor László Papp, Budapesta Asistență: 12.000 Arbitri: Alpaidze, Berezkina |
| 6 mai 2017 18:45 | Niombla 8     | (13-21) | Penezić, Radičević 7 | Sala Sporturilor László Papp, Budapesta Asistență: 12.000 Arbitri: Alpaidze, Berezkina |
| 6 mai 2017 18:45 | 1×            | Cronica | 6× 3× 1×             | Sala Sporturilor László Papp, Budapesta Asistență: 12.000 Arbitri: Alpaidze, Berezkina |

### Finala mică
| 7 mai 2017 16:15 | ŽRK Budućnost | 20 - 26 | CSM București | Sala Sporturilor László Papp, Budapesta Asistență: 12.000 Arbitri: Vranes, Wenninger |
| 7 mai 2017 16:15 | Bulatović 5   | (12-13) | Gulldén 9     | Sala Sporturilor László Papp, Budapesta Asistență: 12.000 Arbitri: Vranes, Wenninger |
| 7 mai 2017 16:15 | 5× 2×         | Cronica | 5× 1×         | Sala Sporturilor László Papp, Budapesta Asistență: 12.000 Arbitri: Vranes, Wenninger |

### Finala
| 7 mai 2017 18:45 | Győri ETO KC         | 31 - 30 (Prel.) | ŽRK Vardar           | Sala Sporturilor László Papp, Budapesta Asistență: 12.000 Arbitri: Christiansen, Hansen |
| 7 mai 2017 18:45 | Görbicz 7            | (15-12)         | Althaus, Lacrabère 6 | Sala Sporturilor László Papp, Budapesta Asistență: 12.000 Arbitri: Christiansen, Hansen |
| 7 mai 2017 18:45 | 6× 3×                | Cronica         | 5× 2×                | Sala Sporturilor László Papp, Budapesta Asistență: 12.000 Arbitri: Christiansen, Hansen |
| 7 mai 2017 18:45 | FT: 26–26 Prel.: 5-4 |                 |                      | Sala Sporturilor László Papp, Budapesta Asistență: 12.000 Arbitri: Christiansen, Hansen |